# Norland College
Das Norland College ist die bedeutendste englische Einrichtung zur Ausbildung von Kindermädchen (englisch Nanny).

## Einrichtung und Ausbildung
Die Einrichtung wurde im Jahre 1892 von Emily Ward gegründet. Das College liegt im Südwesten Englands in der Stadt Bath an der London Road, etwa 159 km westlich von Zentral-London und etwa 21 km südöstlich von Bristol gelegen. Von 1967 bis zum Februar 2002 war das College im Denford Park in der Nähe von Hungerford in Berkshire ansässig.
Die Einrichtung stellt jedes Jahr 45 Ausbildungsplätze zur Verfügung, um die es hunderte von Bewerbungen gibt. Die Ausbildung umfasst eine theoretische Unterweisung im Umfang von zwei Jahren und einem Jahr Praxis in einer Gastfamilie mit Kindern. Daneben gibt es aber auch spezielle Ausbildungsgänge für bestimmte Anforderungen.
Die Ausbildung erfolgt mit modernen technischen Ausrüstungen und beinhaltet alle Kenntnisse der Kindererziehung und -betreuung. Sowohl Kenntnisse von der Verhaltensweise von Kindern, von Kinderkrankheiten, von der Kindererziehung als auch notwendige Speisezubereitungen werden vermittelt.
Die Schülerinnen tragen eine Uniform und das Motto ihres Ansteckers lautet Love never faileth (Liebe versagt nie). In der Gastfamilie ist die Schülerin gehalten, die Prinzipien der Lehranstalt zu vertreten und durchzusetzen. Falls diese Bedingung nicht eingehalten wird, muss die Ausbildung in der Familie abgebrochen werden.
Für jede Absolventin besteht ein Eintrag in einem Register. Verstößt die Absolventin gegen die Grundsätze der Lehranstalt in ihrer Berufstätigkeit, verliert sie die Verleihung ihres Diploms. Auf diese Weise erhält das College seinen traditionellen Ruf. Eine Familie, die eine Nanny vom Norland College anstellt, muss dafür mindestens 30.000 Euro im Jahr aufbringen (Stand: 2006).
Im Februar 1999 wurde erstmals seit 1892 ein männlicher Bewerber für die Nannyausbildung im College angenommen; im Jahr 2012 wurde der erste männliche Bachelorstudent aufgenommen.
Die Spanierin Maria Borrallo, das Kindermädchen von Prinz George, Prinzessin Charlotte und Prinz Louis, ist eine Norland nanny.

## Liste der Ausbildungsgänge (Stand 2006)
- Childcare and Education Diploma (CACHE)
- Early Childhood Studies Higher Education Diploma (OBU)
- Early Years – Senior Practitioner Foundation Degree (OBU)
- Early Years International Diploma
- Maternity Practitioner Award
- Montessori Stage 2 Certificate